# Penkivka, Lîpoveț
Penkivka (în ucraineană Пеньківка) este un sat în comuna Kozînți din raionul Lîpoveț, regiunea Vinnița, Ucraina.

## Demografie
Componența lingvistică a localității Penkivka
     Ucraineană (99,72%)
     Alte limbi (0,28%)
Conform recensământului din 2001, majoritatea populației localității Penkivka era vorbitoare de ucraineană (99,72%), existând în minoritate și vorbitori de alte limbi.